# Philip van Mansfeld

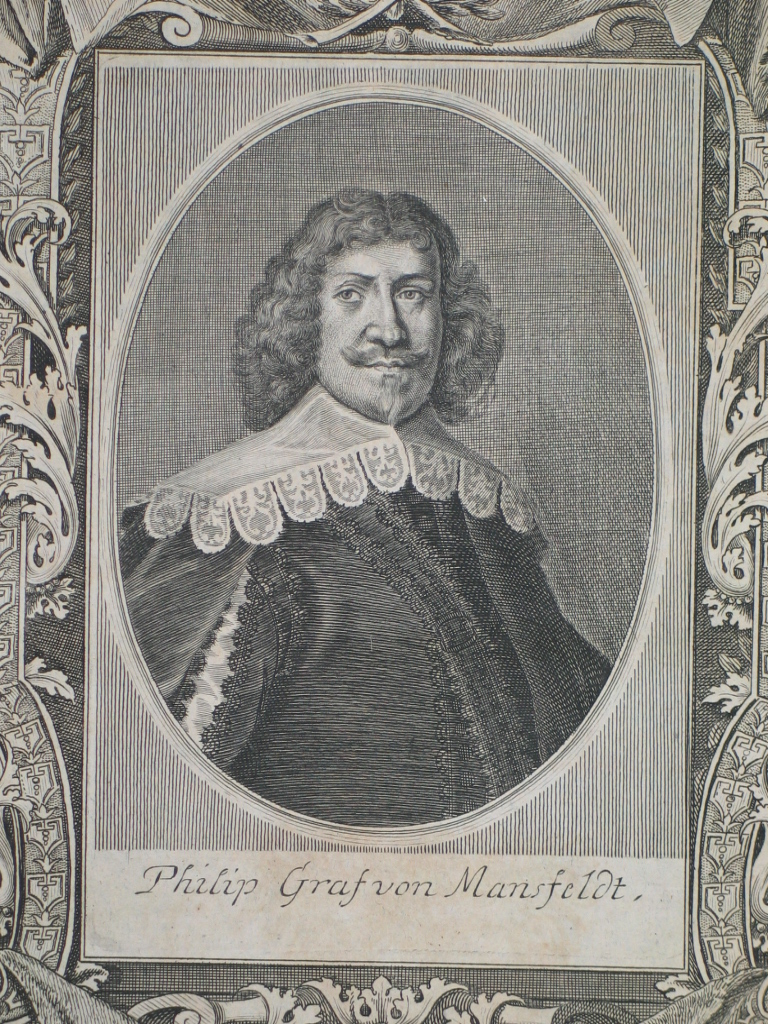

Philip graaf van Mansfeld (gestorven 1657) was een Duits veldmaarschalk in het leger van de Habsburgse keizer tijdens de Dertigjarige Oorlog.
Hij vocht eerst aan protestantse zijde in het leger van zijn verwant Peter Ernst II van Mansfeld maar koos daarna de kant van de keizer. In 1629 leidde hij een regiment van hoogduitse landsknechten en in 1633 richtte hij een regiment kurassiers op. In datzelfde jaar werd hij benoemd tot keizerlijk veldmaarschalk.